# 宮地嘉六
宮地 嘉六（みやち（みやじ） かろく、1884年（明治17年）6月11日 - 1958年（昭和33年）4月10日）は佐賀県出身の小説家。戦前は無産派文学の旗手として知られた。

## 生涯
佐賀市生まれ。貧困のため小学校を中退して仕立て屋の丁稚となるが、1896年に佐世保へ移り、12歳で海軍造船廠（佐世保海軍工廠）の見習工となる。このとき尾崎紅葉や徳冨蘆花を読んで文学に目覚めた。その後16歳から31歳までは兵役を挟み旋盤工から旋盤師として約10年間を呉海軍工廠で、その他神戸、長崎、東京の工場を転々とした。労働争議が続いた呉海軍工廠時代にはストライキの首謀者として広島監獄に拘禁もされた。代表作『煤煙の匂ひ』（『中外』1918年7月）、『或る職工の手記』（『改造』1919年9月）などはこの時代の経験を母胎としたもの。
労働文学が盛んになる契機となった。
この間東京で苦学をしたいと3度上京を試みる。2度目の上京時には鉄工所や造船所で働きつつ正則英語学校（正則学園高等学校）に学び早稲田大学で聴講にも通う。1913年3度目の上京の翌1914年、堺利彦の世話で出版社社員となり、12歳から長年に亘る職工生活と別れ文筆一筋の生活に転じた。自らの労働体験に基づいて『放浪者富蔵』などの小説を発表。しかしプロレタリア文学の勃興に伴って運動から遠ざかり、創作活動も中絶。二児を残して妻に去られたため東京市内を転々とする。戦時中は日本文学報国会に嘱託として勤務。
忘れられた作家だったが、1952年、20年ぶりの小説『老残』を『中央公論』に発表。この作品が反響を呼んだため、同誌に続けて『奇遇』『八ツ手の蔭』を発表。1955年、中央公論社創立70周年記念出版物の一冊として短編集『老残』が刊行された。
大正デモクラシーの時代にあって、素朴で、地味な勤労者の生活記録を書き留めた作品群は、プロレタリア文学運動史の前史、草分け的存在として意義付けられる。
1958年、肝臓癌のため東京都豊島区池袋の病院で死去。享年74。戒名は釈嘉祥信士。

## 著書
- 『放浪者富蔵 他五篇』新進作家叢書 新潮社 1920
- 『或る職工の手記』聚英閣 1920
- 『群像 長篇』太陽堂 1921
- 『累』学芸社 1927
- 『小説作方講話』学芸社 1927
- 『愛の十字街 長篇小説』改造社 1930
- 『従軍随筆 絵と文』赤塚書房 1938
- 『子を育てる結婚記』蒼生社 1943
- 『職工物語』中央労働学園 1949
- 『老残』中央公論社 1955
- 『宮地嘉六著作集』全6巻 慶友社 1984-85
- 『宮地嘉六と街を歩く 小説・随想集 広島・関西編』休山舎 2009